# 23949 Дазапата
23949 Дазапата (23949 Dazapata) — астероїд головного поясу, відкритий 28 жовтня 1998 року.
Тіссеранів параметр щодо Юпітера — 3,226.